# Myrsinoideae
Myrsinoideae, potporodica jaglačevki. Postoji 40 rodova unutar 3 tribusa.

## Rodovi
1. Tribus Corideae Dumort.
  1. Coris L. (1 sp.)
  2. Stimpsonia Wright ex A. Gray (2 spp.)
2. Tribus Ardisiandreae O. Schwarz
  1. Ardisiandra Hook. fil. (3 spp.)
3. Tribus Lysimachieae Rchb.
  1. Lysimachia L. (278 spp.)
  2. Paralysimachia F. Du, J. Wang & S. Y. Yang (1 sp.)
  3. Cyclamen L. (18 spp.)
  4. Embelia Burm. fil. (123 spp.)
  5. Grenacheria Mez (9 spp.)
  6. Heberdenia Banks ex Vent. (1 sp.)
  7. Pleiomeris A. DC. (1 sp.)
  8. Myrsine L. (289 spp.)
  9. Ardisia Sw. (694 spp.)
  10. Gentlea Lundell (9 spp.)
  11. Hymenandra (A. DC.) Spach (18 spp.)
  12. Solonia Urb. (1 sp.)
  13. Geissanthus Hook. fil. (51 spp.)
  14. Emblemantha B. C. Stone (1 sp.)
  15. Sadiria Mez (7 spp.)
  16. Stylogyne A. DC. (43 spp.)
  17. Ctenardisia Ducke (4 spp.)
  18. Antistrophe A. DC. (6 spp.)
  19. Parathesis (A. DC.) Hook. fil. (97 spp.)
  20. Aegiceras Gaertn. (1 sp.)
  21. Amblyanthus A. DC. (5 spp.)
  22. Amblyanthopsis Mez (4 spp.)
  23. Elingamita G. T. S. Baylis (1 sp.)
  24. Wallenia Sw. (29 spp.)
  25. Loheria Merr. (6 spp.)
  26. Cybianthus Mart. (155 spp.)
  27. Vegaea Urb. (1 sp.)
  28. Oncostemum A. Juss. (99 spp.)
  29. Badula Juss. (17 spp.)
  30. Tapeinosperma Hook. fil. (78 spp.)
  31. Mangenotiella M. Schmid (1 sp.)
  32. Discocalyx (A. DC.) Mez (55 spp.)
  33. Labisia Lindl. (9 spp.)
  34. Systellantha B. C. Stone (3 spp.)
  35. Monoporus A. DC. (6 spp.)
  36. Fittingia Mez (9 spp.)
  37. Conandrium (K. Schum.) Mez (2 spp.)